# Caulimovirus
Genre
Caulimovirus est un genre de virus de la famille des Caulimoviridae, qui regroupe 13 espèces acceptées par l'ICTV. L'espèce-type est le virus de la mosaïque du chou-fleur (CaMV, Cauliflower mosaic virus).
Les hôtes naturels de ces virus sont exclusivement des plantes (phytovirus) de la classe des dicotylédones. Ils sont transmis en général par des pucerons selon un mode semi-persistant.
Les maladies des plantes associées à ces virus se manifestent par des symptômes tels que l'éclaircissement des nervures ou les mosaïques en bandes,.

## Étymologie
Le nom générique, « Caulimovirus », est une combinaison dérivée du nom de l'espèce-type, Cauliflower mosaic virus.  

## Structure
Les virus du genre Caulimovirus ont des virions non enveloppés de forme parasphérique, d'un diamètre d'environ 50 nm, à symétrie icosaédrique (T = 7). 
Le génome  circulaire, non segmenté (monopartite), compte environ 8000 paires de bases et code 6 à 7 protéines.

## Taxinomie

### Liste des espèces
Selon NCBI (13 janvier 2021) :
- Angelica bushy stunt virus (AnBSV)
- Atractylodes mild mottle virus (AMMV)
- Carnation etched ring virus (CERV)
- Cauliflower mosaic virus (CaMV)
- Dahlia mosaic virus (DMV)
- Figwort mosaic virus (FMV)
- Horseradish latent virus (HrLV)
- Lamium leaf distortion virus (LLDV)
- Mirabilis mosaic virus (MiMV)
- Rudbeckia flower distortion virus (RuFDV)
- Soybean Putnam virus (SPuV)
- Strawberry vein banding virus (SVBV)